# Ōyoroi

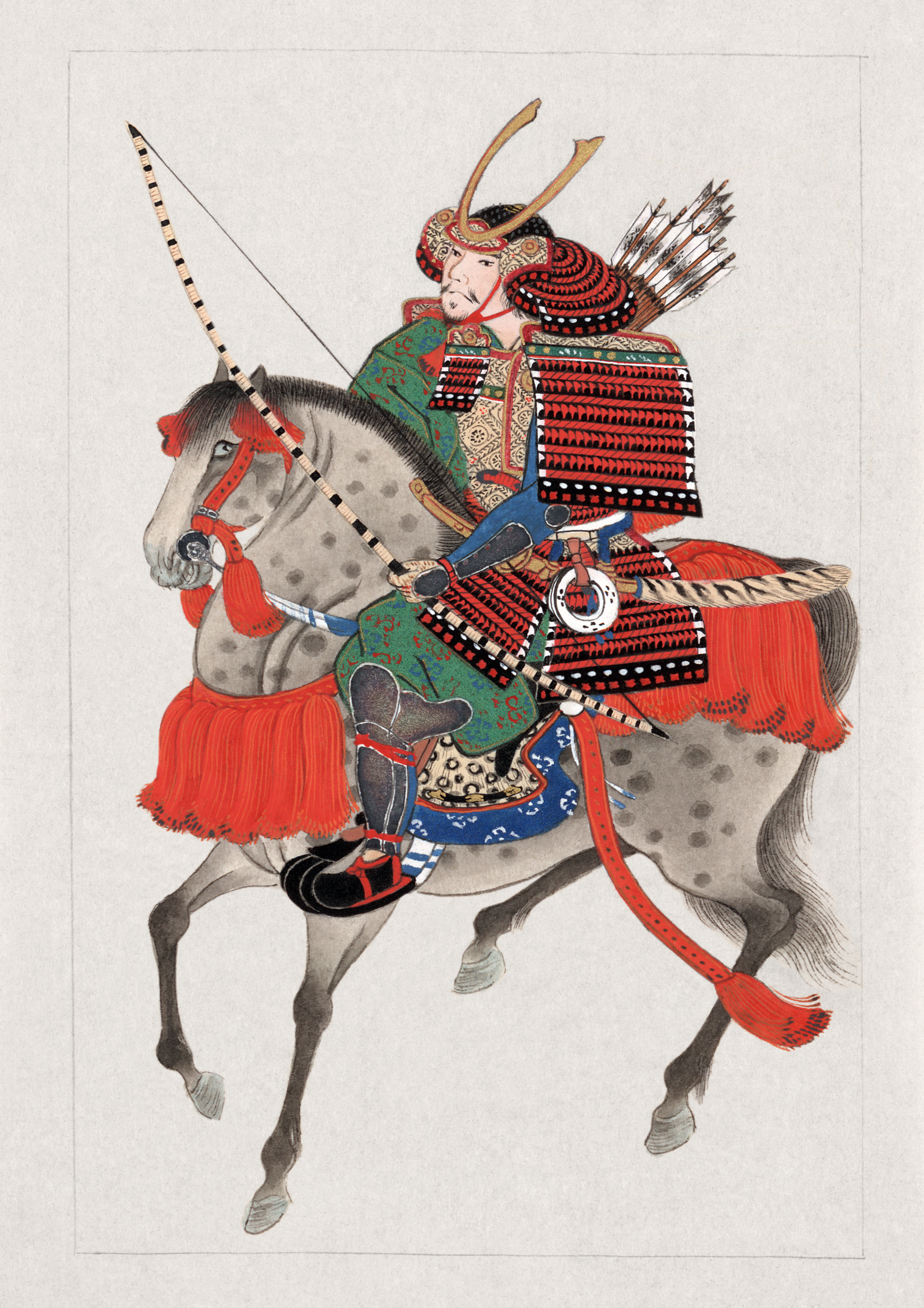
Japanischer Samurai in einer Ōyoroi

Als Ōyoroi (jap. 大鎧, dt. „Großrüstung“) wird ein spezieller Typ japanischer Rüstungen bezeichnet, der vor allem zwischen dem 10. und dem frühen 14. Jahrhundert Verwendung fand (gegen Ende der Heian-Zeit und in der Kamakura-Zeit).

## Beschreibung

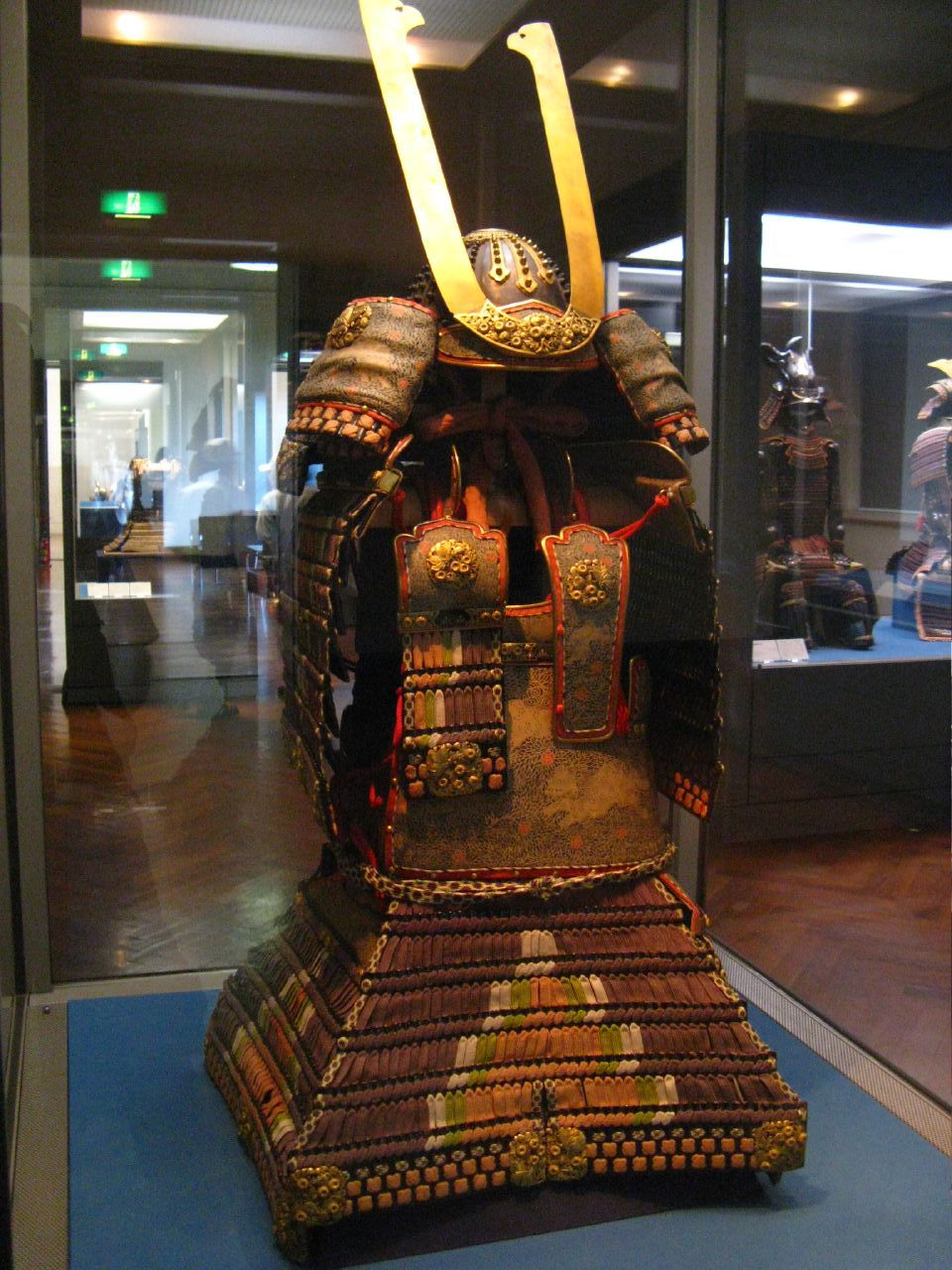
Ōyoroi

Eine Ōyoroi war eine reich verzierte Rüstung, die im Gegensatz zu Infanterierüstungen nur relativ wenig Bewegungen gestattete. Zu der Rüstung wurde ein japanischer Helm (Kabuto) getragen.
Die Rüstung besteht aus Platten, die wiederum aus einzelnen Metallschuppen bestehen, die mit Seidenschnüren zusammengehalten werden. Auch wurde lackiertes Leder verwendet. Der kusazuri (Schutz für den unteren Körperbereich) besteht aus nur vier Platten (vorne, hinten, rechts und links), wodurch das Gehen erschwert wurde. Die relativ großen Schulterplatten (Sode) wurden durch Riemen in Position gehalten. Der Rücken wurde ebenfalls durch eine große Platte geschützt.
Für den Schutz der Brust gab es nur zwei kleine Platten rechts und links, außerdem noch einen Brustpanzer. Des Weiteren wurden auch Beine und Arme geschützt.
Die Ōyoroi wurde auch noch viel später für Zeremonien benutzt. Sie war für berittene Bogenschützen konzipiert, wie es die frühen Samurai waren, und schützte diese besonders gut gegen Pfeile und Schwerter. Für Infanterie war sie wenig geeignet, da das Gewicht vor allem auf den Schultern lastete. Daher verlor sie auch an Bedeutung, als die Samurai nicht mehr beritten in den Kampf zogen.
Eingesetzt wurde die Rüstung vor allem im Gempei-Krieg und bei den Mongoleninvasionen in Japan.